# Latrodectus tredecimguttatus
Pour les articles homonymes, voir Veuve noire (homonymie).
Espèce
Latrodectus tredecimguttatus est une espèce d'araignées aranéomorphes de la famille des Theridiidae. Cette espèce est appelée Malmignatte, Veuve noire méditerranéenne ou Veuve noire d'Europe.

## Distribution
Cette espèce se rencontre dans le bassin méditerranéen, au Moyen-Orient, en Asie centrale et jusqu'en Chine.
En France elle se rencontre surtout dans le Sud du pays et en Corse, mais remonte aussi le long du littoral atlantique de la Nouvelle Aquitaine jusqu'en Bretagne.

## Description

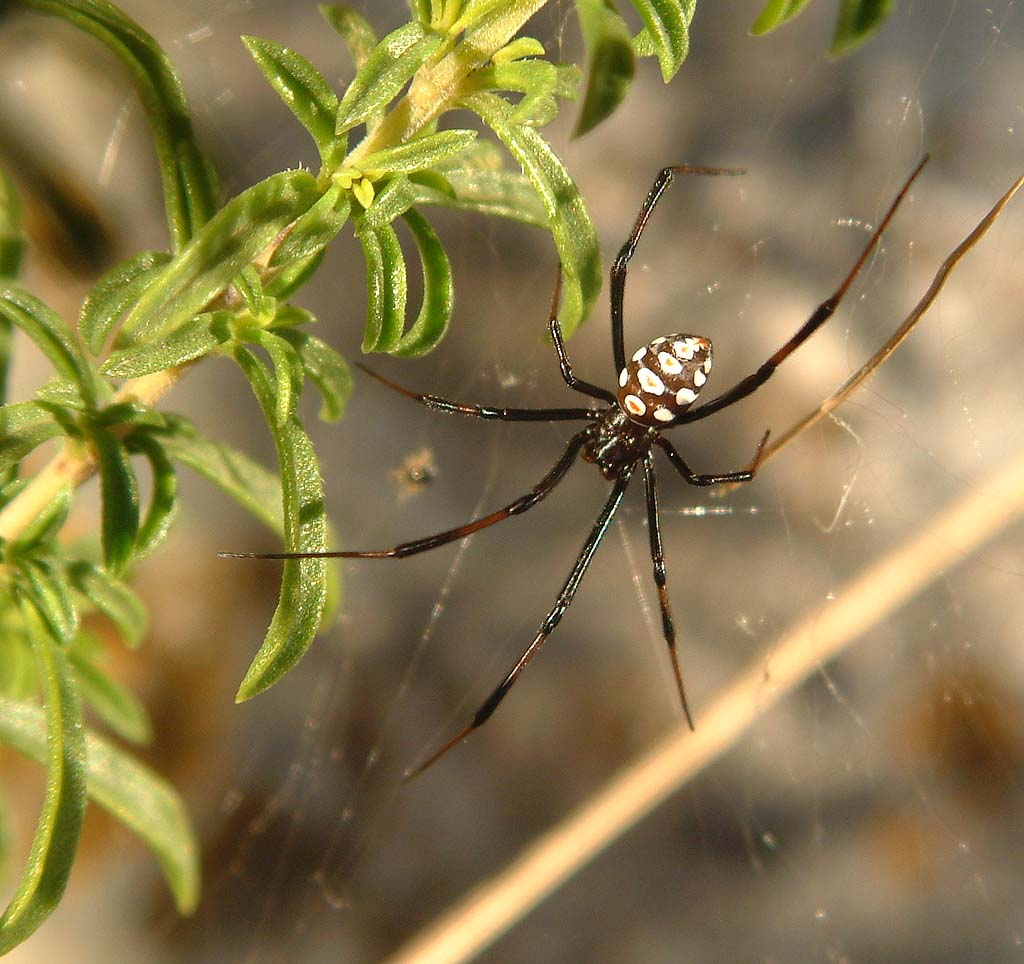
Latrodectus tredecimguttatus ♂

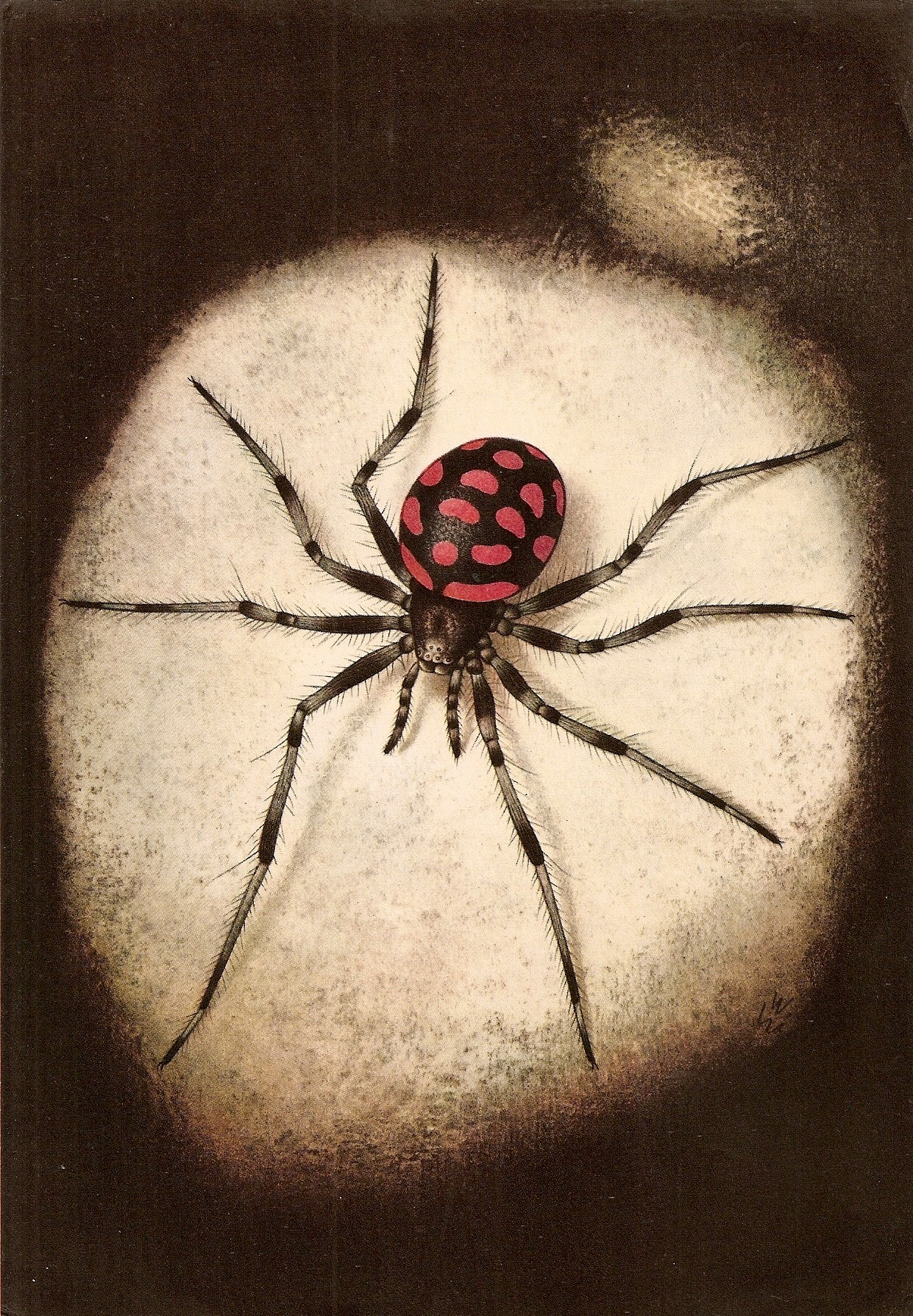
Latrodectus tredecimguttatus

Latrodectus tredecimguttatus est, comme la plupart des araignées du genre Latrodectus, de couleur noire, et s'identifie par les treize points qui ornent le dos de son abdomen  et qui lui valent son nom scientifique. Ces points sont habituellement rouges, mais peuvent aussi être jaunes ou orange.
Elle est venimeuse, comme toutes les espèces du genre Latrodectus. La morsure de L. tredecimguttatus est douloureuse et le venin est capable d'attaquer le système nerveux ; il est probablement à l'origine du « tarentisme » (communément attribué à Lycosa tarantula).
Les femelles mesurent de 8 à 15 mm et les mâles de 4 à 7 mm.

## Morsure
L'araignée Latrodectus tredecimguttatus ou Malmignatte ne mord que lorsqu'elle est perturbée dans son environnement ou provoquée, pour se défendre. La morsure peut entraîner des douleurs abdominales, des spasmes musculaires et de fortes sueurs ainsi qu'une paresthésie de la zone touchée. L'ensemble des maux dus à la morsure de Latrodectus tredecimguttatus et des autres espèces du genre Latrodectus (les « veuves noires ») est appelé latrodectisme.
La mort est une conséquence très rare de la morsure, mais sans traitement, les patients peuvent souffrir des effets de la morsure pendant plusieurs semaines.
Le venin produit par cette araignée contient de l'α-latrotoxine,.

## Taxonomie
Cette espèce a été placée en synonymie avec Latrodectus mactans par Levi en 1959, puis considérée comme une sous-espèce de celle-ci, elle a retrouvé son rang d'espèce en 1983.
Cette espèce admet les synonymes suivants :
- Aranea brevipes Martini & Goeze, 1778 ;
- Aranea tredecimguttatus Rossi, 1790 ;
- Theridion lugubre Dufour, 1820 ;
- Latrodectus argus Audouin, 1826 ;
- Latrodectus erebus Audouin, 1826 ;
- Meta hispida C. L. Koch, 1836 ;
- Latrodectus malmignatus Walckenaer, 1837 ;
- Latrodectus martius Walckenaer, 1837 ;
- Latrodectus oculatus Walckenaer, 1837 ;
- Latrodectus venator Walckenaer, 1837 ;
- Latrodectus conglobatus C. L. Koch, 1837.

## Publication originale
- Rossi, 1790 : Fauna etrusca: sistens insecta quae in Provinciis Florentina et Pisana praesertim collegit. Liburni, vol. 2, p. 126-140.